# Stephen Irvine
Pour les articles homonymes, voir Irvine.
Stephen Irvine, né le 16 décembre 1959, est un batteur britannique, membre d'origine de Lloyd Cole and the Commotions (1982) jusqu'à la dissolution du groupe en 1989.

## Biographie
Irvine, après l'arrêt de Lloyd Cole and the Commotions devient musicien de session et travaille avec Del Amitri, Étienne Daho, Nicola Sirkis, et Sarah Cracknell. 
Il fait aussi partie du groupe Bloomsday (avec Neil Clark, autre membre de Commotions).

## Discographie
- 1984 - Rattlesnakes
- 1985 - Easy Pieces
- 1987 - Mainstream
- 1989 - 1984-1989 (Compilation)
- 2007 - Live At The BBC Volume 1 (Sessions live 1984)
- 2007 - Live At The BBC Volume 2 (Sessions live 1985 & 1986)
- 2015 - Don’t Look Back: An Introduction to Lloyd Cole and Lloyd Cole and the Commotions (Compilation)
- 2015 - Collected Recordings 1983-1989 (Coffret 5 CD+1 DVD)